# さつきが丘団地
さつきが丘団地（さつきがおかだんち）は、千葉県千葉市花見川区さつきが丘にある住宅団地。

## 概要
1968年（昭和43年）（1-35街区 1973年4月・11月、2-34街区 1972年11月）に建設された、日本住宅公団（現在の都市再生機構）の住宅団地。総戸数3920戸（賃貸・分譲）である。
開発手法土地区画整理事業
最寄り駅は総武線・新検見川駅であるが、京成バスで約十数分はかかる。バスはおよそ10分に一本以上出ている。

## 高齢化
東京のベッドタウンとして発展してきたが、近年は住民の高齢化が目立つ。
2016年（平成28年）現在ではさつきが丘1丁目及び2丁目の人口8666人に対し、65歳以上の人口は2833人であり、高齢者の占める割合は実に約33%となっている。

## 沿革
- 1972年（昭和47年）4月　分譲、販売される。これを基に千葉市犢橋町より分離し、さつきが丘が成立した。

## 周辺

### 教育施設
- 青い鳥第二幼稚園
- さつきが丘幼稚園
- さつきが丘第一保育所
- さつきが丘第二保育所
- 千葉市立さつきが丘東小学校
- 千葉市立さつきが丘西小学校
- 千葉市立さつきが丘中学校

### 公共機関
- 花見川郵便局
- さつきが丘市民センター

### 史跡・公園
- 犢橋貝塚
- 神場公園